# Arkivvidenskab

Arkivvidenskab (eller -studier) er et etableret forskningsområde i nogle lande, fx Sverige, hvor det ikke organisatorisk er en del af biblioteks- og informationsvidenskaben.
Denne videnskabelige traditions tidligste oprindelse vides ikke. Vi kan dog nævne de ældste kendte historiske bøger om emnet. Disse arkivvidenskabens tidligste forgænger blev trykt i 1571, men sandsynligvis allerede skrevet i løbet af 1500-tallets første halvdel. Ophavsmanden, den tyske adelsmand Jacob von Rammingen, kan måske betragtes som "fader" for denne akademiske emne. Han grundlagde en arkivtradition som i Tyskland overlevede i mindst et par århundreder, og han formulerede første gang en arkivteori.